# Anthurium hookeri
Anthurium hookeri är en kallaväxtart som beskrevs av Carl Sigismund Kunth. Anthurium hookeri ingår i släktet Anthurium och familjen kallaväxter. Inga underarter finns listade.

## Bildgalleri

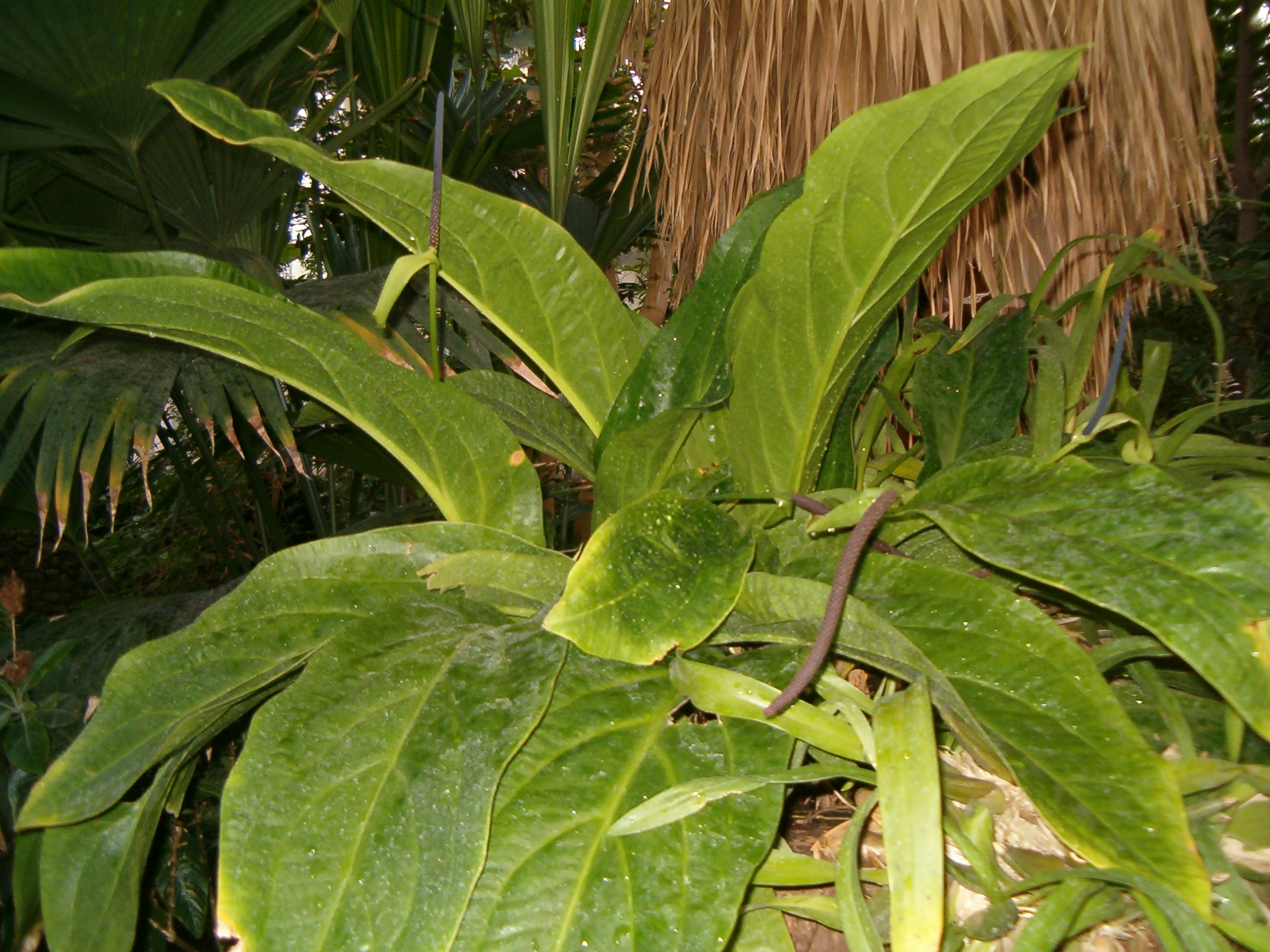
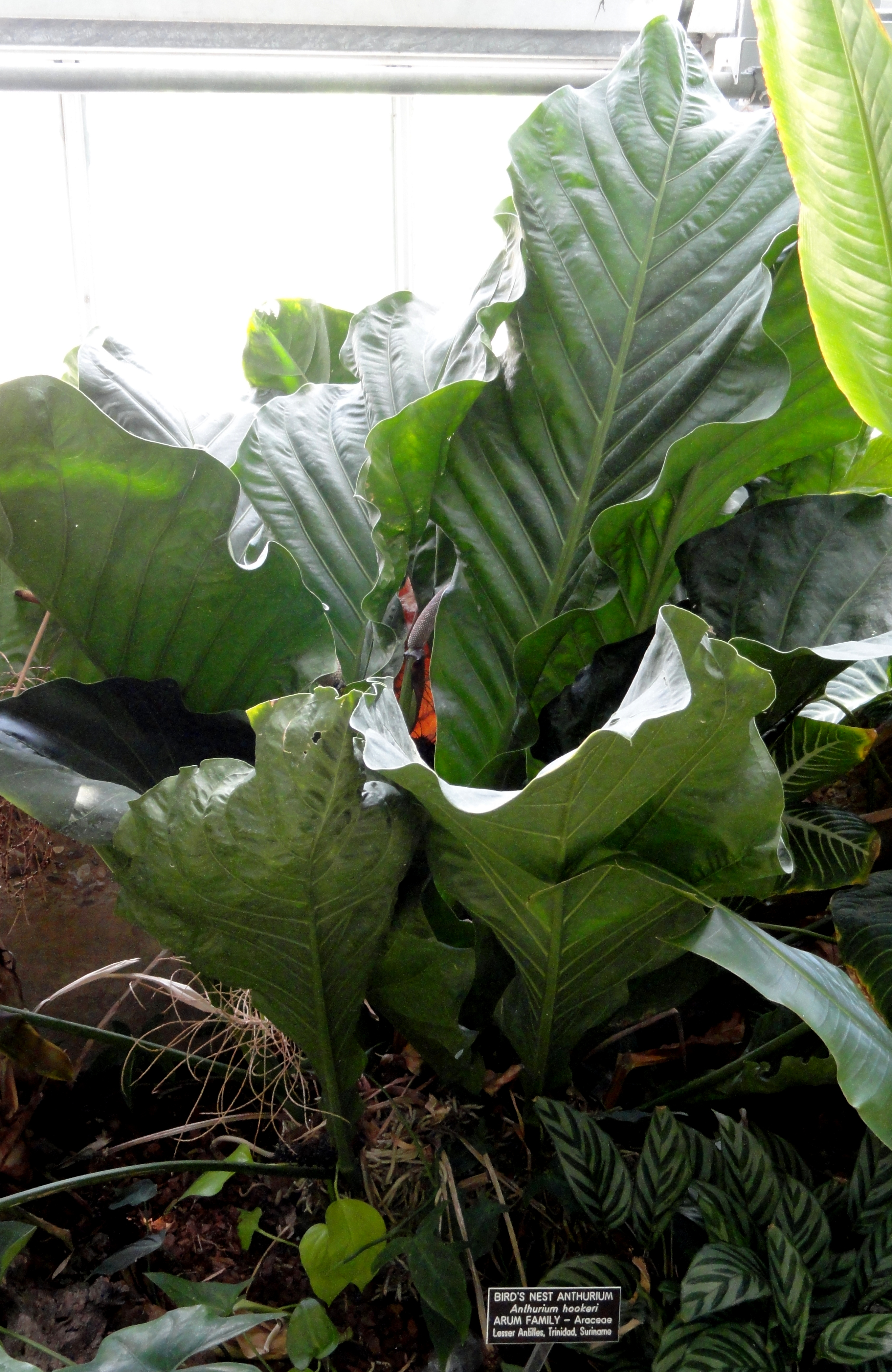
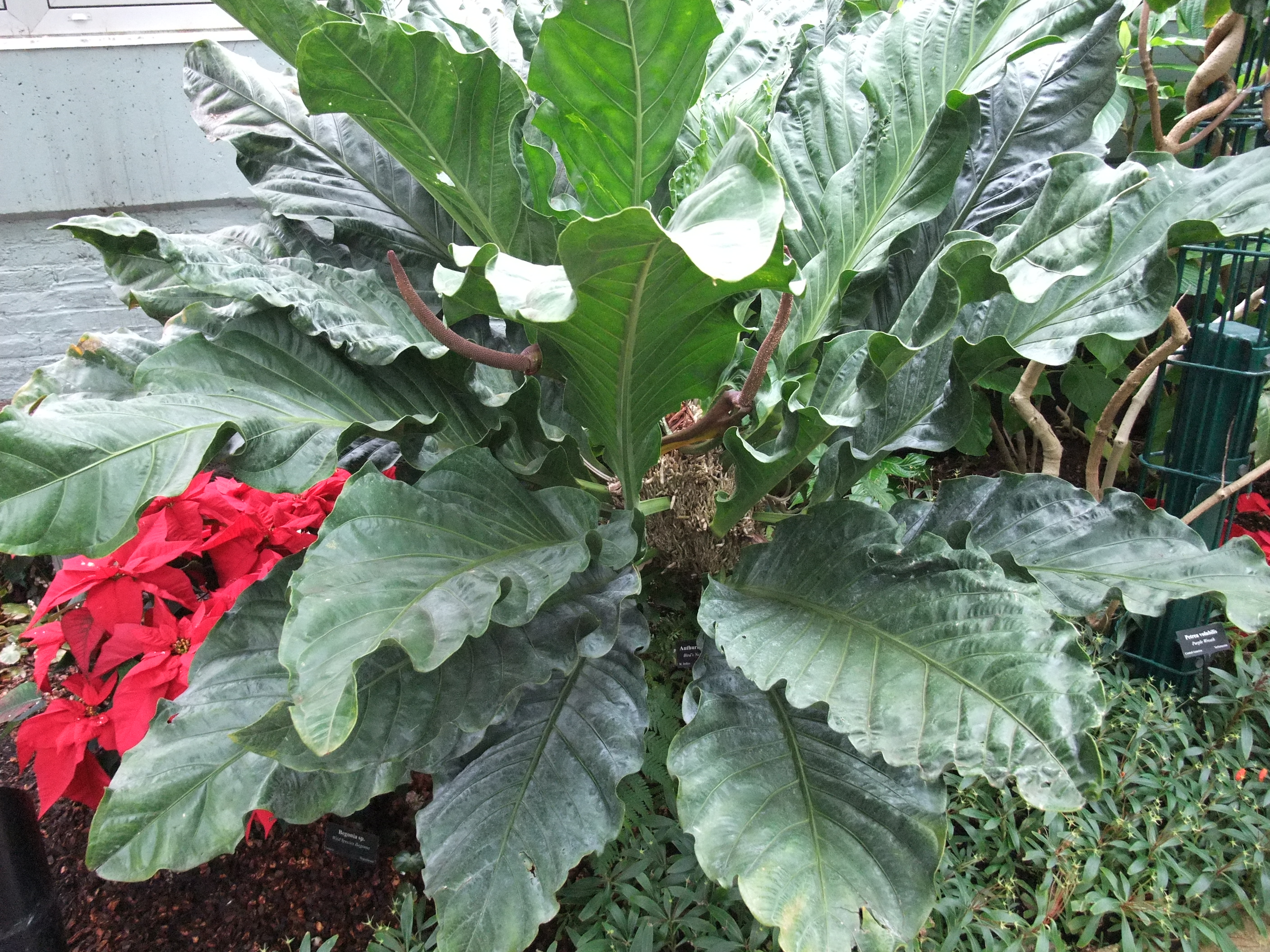